# 罗康库尔 (卡尔瓦多斯省)
罗康库尔（法語：Rocquancourt，法語發音：[ʁɔkɑ̃kuʁ] ⓘ）是法国卡尔瓦多斯省的一个旧市镇，属于卡昂区。2019年1月1日，罗康库尔与临近的2个市镇合并为新市镇卡斯蒂讷昂普莱讷。

## 地理
罗康库尔（49°5'40"N, 0°19'20"W）面积2.75 平方千米，位于法国诺曼底大区卡爾瓦多斯省，该省份为法国西北部沿海省份，北濒大西洋英吉利海峡，东北与滨海塞纳省以海上边界相接，东临厄尔省，南至奧恩省，西与芒什省接壤。
与罗康库尔接壤的市镇（或旧市镇、城区）包括：丰特奈勒马尔米永、加尔塞勒-塞克维尔、圣艾尼昂-德克拉梅尼勒、圣马丹德丰特奈、蒂伊拉康帕涅、勒卡斯特莱。
罗康库尔的时区为UTC+01:00、UTC+02:00（夏令时）。

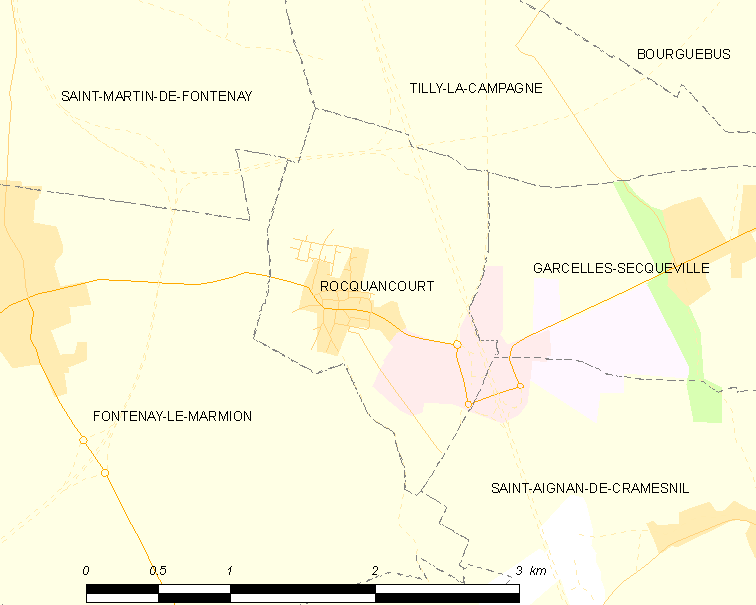
罗康库尔的OSM定位图

## 行政
罗康库尔的邮政编码为14540，INSEE市镇编码为14538。

## 政治
罗康库尔所属的省级选区为埃夫勒西县。

## 人口

1962-2008年间罗康库尔人口变化图示

罗康库尔于2018年1月1日时的人口数量为976人。